# Sáo đá mỏ đỏ
Sáo đá mỏ đỏ hay sáo đá đầu trắng (danh pháp hai phần: Spodiopsar sericeus) là một loài chim trong họ Sturnidae.
Sáo đá mỏ đỏ được tìm thấy ở nam và đông nam Trung Quốc, Hồng Kông, Đài Loan, Philipin, Việt Nam. Cũng ghi nhận tại Nhật Bản và bán đảo Triều Tiên.